# Gustav Maier (Schriftsteller)

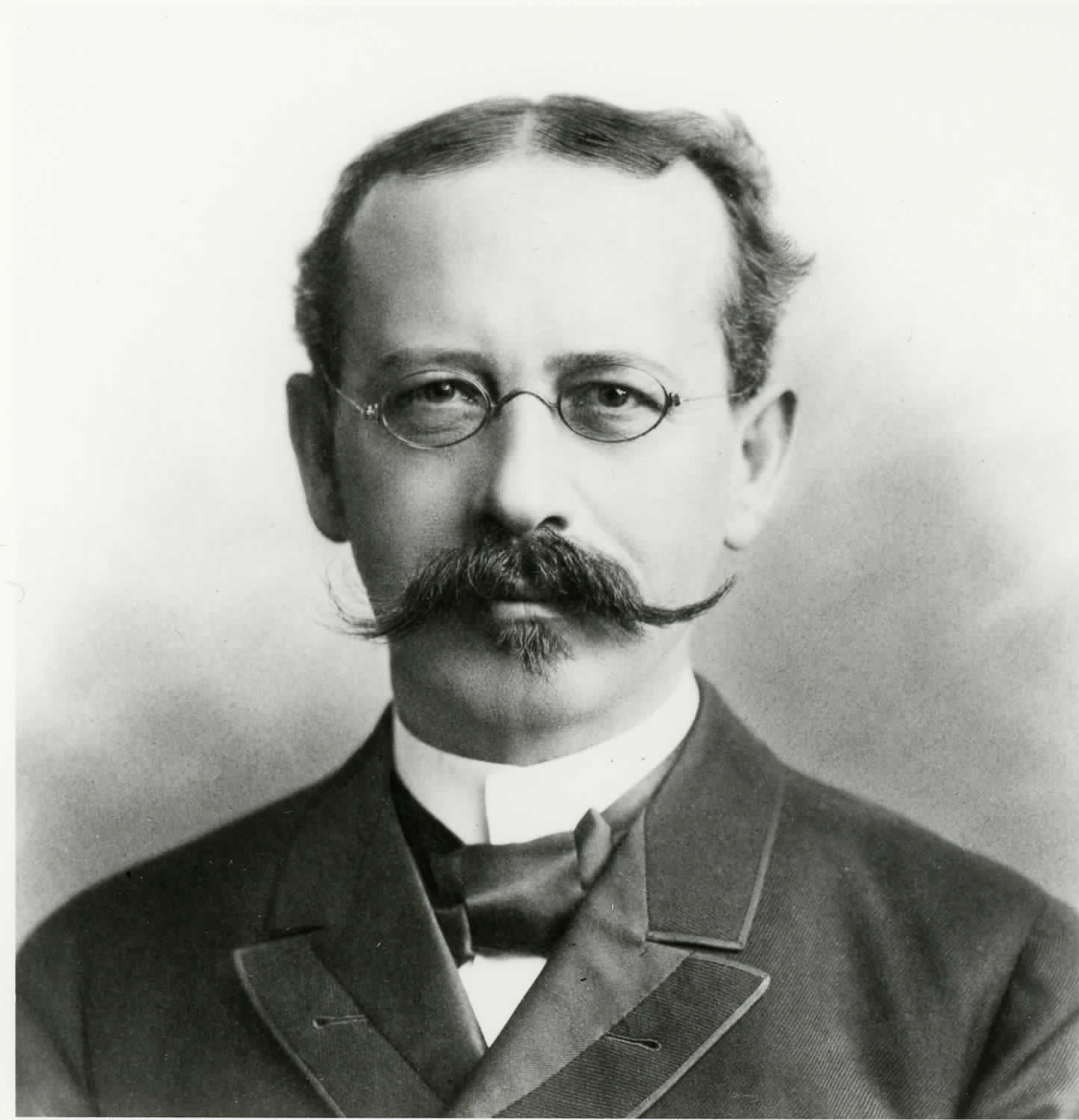
Gustav Maier, 1896

Gustav Maier (geb. 6. September 1844 in Ulm, Württemberg; gest. 10. März 1923 in Zürich) war ein deutscher Bankier, Schriftsteller, Ethiker und Pazifist.

## Leben und berufliche Entwicklung
Gustav Maier besuchte in Ulm Elementarschule, Realschule und Gymnasium und von 1857 bis 1860 das jüdische Philanthropin in Frankfurt a.M., wo er ein halbes Jahr vor dem Abitur im Alter von 16 Jahren abging. Das Frankfurter Bildungserlebnis prägte ihn lebenslang. Es folgte eine Kaufmannslehre im väterlichen Großhandel für Manufakturwaren in Ulm. Dort wurde er Prokurist und ab 1870 Geschäftsinhaber. Ab 1876 war er Agent der Reichsbank-Nebenstelle Ulm. 1881 wurde er Bankdirektor der Deutschen Handelsgesellschaft in Frankfurt a. M. 1885 liquidierte er dieses Geschäft und führte stattdessen bis 1891 ein eigenes Bank-Commandit-Geschäft. Bis 1891 erwarb er ein Vermögen, sodass er nicht mehr erwerbstätig sein musste, sondern sich seinen Studien, sozialen Aktivitäten und der Schriftstellerei widmen konnte. Außerdem war er in Schweizer Unternehmen Mitglied des Aufsichtsrats. Im April 1895 zogen Gustav und Regina Maier nach Zürich.

## Familie
Gustav Maiers Vater Aaron Isaak Maier (1813–1874) war Großhändler für Manufakturwaren, also für textile Stoffballen, und vor 1860 Mitglied des Israelitischen Kirchenvorsteheramts der wachsenden Gemeinde Ulm. Gustav Maier heiratete 1872 die 18-jährige Bankierstochter Regina Friedlaender aus Bromberg in der ostelbischen preußischen Provinz Posen. Von Regina Friedlaender (1853–1936) gibt es zusammen mit ihrer Schwester Hedwig Friedlaender (1854–1923), die von 1876 bis 1881 ebenfalls in Ulm lebte, ein qualitätvolles Ölporträt (1871/72).
Mit ihr hatte er drei Söhne: Paul Maier (1873–1916) studierte Geologie und engagierte sich im Kaiserreich für die Demokraten, weswegen ihm eine Karriere im deutschen Staatsdienst versperrt blieb. Schließlich wurde er Professor für Geologie an der Universität von Santiago de Chile. Arthur Maier (1875–1951) absolvierte bei seinem Onkel Waldemar Friedlaender in London eine Kaufmannslehre und machte sich später in London selbständig als Fabrikant der „International Bottle Company“. Dort finanzierte er während des Zweiten Weltkriegs Verfolgte aus Deutschland, teils Juden, teils Nichtjuden. Er rettete seinen Onkel, den prominenten Münchner Rechtsanwalt Max Friedlaender. Dass 1938 dessen Flucht von München nach Zürich als Ausnahme von der Regel glückte, bewirkte der dritte Sohn der Maiers Hans Wolfgang Maier. Er studierte Medizin und war schließlich von 1927 bis 1941 Direktor der Psychiatrischen Klinik Burghölzli in Zürich.
Maier unterstützte 1880 seinen Schwiegervater, den Bankier Dagobert Friedlaender, indem aus der Deutschen Handelsgesellschaft in Frankfurt a. M. eine Bank herausgelöst wurde, deren Direktor Friedlaender wurde. 1891 kaufte dieser im Schweizer Ermatingen/Kanton Thurgau am Bodensee die Villa
Breitenstein. Dort lebten auch Gustav und Regina Maier mit Sohn Hans. Das Zusammenleben endete 1893, weil die Maiers Dagobert Friedlaender mitteilten, dass sie, nachdem sie 1892 die Mitgliedschaft in der Israelitischen Gemeinde Frankfurt a. M. gekündigt hatten, sich nun im Herbst 1893 der evangelisch-reformierten Kirche angeschlossen hatten, worauf Friedlaender verärgert reagierte. Gustav und Regina Maier verließen Ermatingen Ende 1893 auf Drängen von Dagobert Friedlaender und waren nun viel auf Reisen. Von nun an verpflichtete Gustav Maier die Familienangehörigen, die jüdische Herkunft als „Familiengeheimnis“ zu behandeln. Von 1902 bis 1908 lebte das Ehepaar Maier abwechselnd in Rom, Florenz, Wien, Paris und London und hatte die Wohnung in Zürich aufgegeben. Danach bereisten die beiden Weltbürger alle Kontinente. Gustav und Regina Maier waren Familienmenschen, lösten sich aber von den Erwartungen ihrer Herkunftsfamilien. Ihren Söhnen überließen sie völlig frei die Wahl von Studium und Beruf. In seinen Familienerinnerungen untersuchte Maier die engen Lebenseinstellungen seiner Verwandten, ohne ihnen die Sympathie zu entziehen. Das Besondere an Maiers Leben war seine aufgeklärte Grundhaltung, die ihn zur Befreiung aus den engen Verhältnissen befähigte, aus denen er stammte.

## Förderer und Lehrvater Albert Einsteins
Gustav und Regina Maier waren in Ulm Freunde von Albert Einsteins Eltern Hermann und Pauline Einstein, und dies bereits vor Albert Einsteins Geburt in Ulm am 14. März 1879.
Als Albert Einstein 1895 durch eine gesonderte Prüfung im Polytechnikum Zürich aufgenommen werden wollte, vermittelte ihm Maier eine solche Prüfung als „Wunderkind“. Weil ihm danach auferlegt wurde, noch ein Jahr zur Schule zu gehen, empfahl Maier die Alte Kantonsschule Aarau, wo sein Freund aus der Friedensgesellschaft, Jost Winteler, Professor war. Winteler wurde dort Pensionsherr von Einstein. Als Student am Eidgenössischen Polytechnikum Zürich besuchte Einstein zwischen 1896 und 1900 häufig die Maiers in Zürich. Einstein verkehrte in der „Schweizerischen Gesellschaft für ethische Kultur“ seines Förderers Maier. Als Einstein 1900 eine Kaution für den Erwerb des Zürcher Bürgerrechts brauchte, erhielt er die Hälfte davon von Maier. Am 18. März 1922 gratulierte Einstein zur Goldenen Hochzeit der Maiers. Zusammen mit Winteler gehörte Maier zu den politischen Vorbildern Einsteins. Dieser rezipierte zwischen 1895 und 1900 bei Maier in Zürich und bei Winteler in Aarau den Pazifismus, die Begeisterung für die Ethikbewegung und ihr Gerechtigkeitsideal und die parlamentarisch demokratische Republik nach Schweizer Muster.

## Gesellschaftliches Engagement
Seit der zweiten Hälfte der 1880er Jahre engagierte sich Maier als Protagonist für die ethische Bewegung. Für sie gab er in Zürich nacheinander zwei Zeitschriften heraus, nämlich die Ethische Bewegung, Halbmonatsschrift 1896–1898, und die Ethische Umschau, Monatsschrift 1899–1904.
Gegenüber Sozialdemokraten war der ethische Sozialist Maier offen. Allerdings widersprach er August Bebels Vorhersage, er werde auch noch Sozialdemokrat werden, weil er den sozialdemokratischen Klassenkampfgedanken ablehnte.
Maier lieferte ab den 1870er Jahren regelmäßig Artikel für Zeitungen. Er entwickelte sich als Autodidakt zu einem weithin geachteten Intellektuellen. 1874 trat er den Freimaurern in Ulm bei. Von 1871 bis 1878 war er Mitglied der nationalliberalen Deutschen Partei. 1877 war er einer von fünf Ulmer Freimaurern, die die „Ulmer Krippe“ gründeten, eine Kindertagesstätte für Fabrikarbeiterinnen. 1880 hielt er an Stelle des Ulmer Unternehmers und Handelskammerpräsidenten Conrad Dietrich Magirus die Rede für Ulm auf dem Donautag in Wien, bei dem es um die Schiffbarmachung der Donau ging. Ab 1876 engagierte sich der für Freihandel eintretende Maier für den Ulmer Kaufmännischen Verein, in dem er zahlreiche volkswirtschaftliche Vorträge hielt. 1881 legte er eine bedeutende Schrift zum Antisemitismus-Streit vor mit dem Titel Mehr Licht!, auf die der Berliner Professor Theodor Mommsen positiv reagierte. Maier setzte sich für die ethische Reform der Freimaurerlogen ein, hatte damit aber nur bei wenigen Logen Erfolg.
1898 nahm Maier in Paris an dem Prozess gegen den Schriftsteller Émile Zola teil. Maier gelang es durch Kontakte in Frankreich, als Berichterstatter zugelassen zu werden. Der Prozess fand statt, weil Zola seinen äußerst wirkungsvollen Offenen Brief „J’accuse…“ („Ich klage an…“) wegen des Justiz-Skandals in der Dreyfus-Affäre veröffentlicht hatte. Der Kriegsminister und andere hatten Zola wegen Diffamierung verklagt. Der Prozess endete mit der Verurteilung von Zola zu einer Geldstrafe und einer kurzen Gefängnisstrafe. Dem entzog sich Zola, indem er nach England floh. Über den Prozess berichtete Maier in einer vielbeachteten Publikation.
Maier gründete die Friedensgesellschaft in der Schweiz. Auf internationalen Tagungen glänzte er, auch weil er fließend Englisch und Französisch sprach. Im Juli 1914 reiste er zu einem internationalen Pazifistentreffen in Brüssel, an dem auch Ludwig Quidde teilnahm. Man sandte Telegramme an die relevanten Monarchen und Regierungen mit dem Appell, keinen Krieg zu beginnen. Nur drei Wochen später schlug sich Maier auf die Seite Deutschlands, in dem er als Patriot sein Vaterland sah. Allerdings forderte er nie Annexionen.

## Ausgewählte Werke
- Mehr Licht! Ein Wort zu unserer „Judenfrage“. Ulm 1881 (Digitalisat aus der UB Frankfurt)
- Weltliche Freimaurerei. Leipzig 1888 (Digitalisat)
- Der Prozess Zola. Kritischer Bericht eines Augenzeugen. Bamberg, Handelsdruckerei 1898.
- Soziale Bewegungen und Theorien. Leipzig 1898, neun Auflagen mit insgesamt 48.000 Exemplaren bis 1922 (Internet Archive)
- Ludwig Wilhelm Schöffer. Biographie. Leipzig 1901.
- Schaffen und Schauen. Ein Führer ins Leben. Erster Band: Von deutscher Art und Arbeit. Leipzig und Berlin, B.G. Teubner. Darin die Aufsätze historischen, wirtschaftlichen und politischen Inhalts – 1. Auflage 1909, 2. Auflage 1911.
- Siebzig Jahre politischer Erinnerungen und Gedanken. Masch.schr. 1918. In: Stadtarchiv Zürich, Gustav Maier Archiv Genf, Haus der Stadtgeschichte Ulm (digital).
- Ein Gedenkblatt für Berta Maier [Familienerinnerungen. 1914]. In: Horst Redlich: Gustav Maier & Regina Friedlaender: Schriften und Familiendaten. Masch.schr. Santiago de Chile 2002 und 2005, S. 256–19.